# Yarsa
Yarsa – gaun wikas samiti w środkowej części Nepalu w strefie Bagmati w dystrykcie Rasuwa. Według nepalskiego spisu powszechnego z 2001 roku liczył on 797 gospodarstw domowych i 3929 mieszkańców (1873 kobiet i 2056 mężczyzn).